# Pornomiseria
El cine de porno-miseria o cine miserabilista (también conocido como pornomiserabilismo) es un género de cine latinoamericano denominado así en el Manifiesto de la porno-miseria (1978) de los cineastas colombianos Luis Ospina y Carlos Mayolo del Grupo de Cali.

## Historia y origen del término
En la década de 1970, Colombia, México y Venezuela lograron «conmocionar los grandes festivales de cine de Europa con películas descarnadas que elevaban a protagonistas las miserias de la gente, la vida de los marginales, los niños de la calle, las actividades del narcotráfico, la indiferencia y corrupción políticas», según Omar Khan de El País, que consideró en 2007 que «la pornomiseria fue la última gran repercusión internacional del cine latinoamericano en general, y del colombiano en particular».
A pesar del éxito comercial y crítico del cine de pornomiseria «alabado en foros intelectuales como denuncia social artística», en Colombia surgió una corriente adversa, pues el Grupo de Cali, respaldados por un sector de la crítica, «señalaron que sus realizadores eran burgueses que sacaban beneficio y lustraban sus apellidos en marquesinas retratando, a través de estereotipos y tremendismo, una realidad que desconocían y les era totalmente ajena», según Khan.
Ospina y Mayolo hicieron un cortometraje, Agarrando pueblo (1977), un falso documental que parodiaba el género a modo de crítica. Según Irene Tello Arista «explota la miseria humana como herramienta narrativa». En este, «se vislumbra la desfachatez de unos documentalistas que buscan a toda costa filmar escenas de personas en situación de calle y de escasos recursos por generar un producto vendible en el extranjero», agregando que «la fuerza de esta película y de este término es que describe a la perfección la fascinación de ciertas narrativas por observar desde una cómoda lejanía la miseria humana, sin intentar analizar las causas que la originan».
Raúl Camargo, director del Festival de Cine de Valdivia, en Chile, declaró que, para 2022 Latinoamérica es una región representada a través de «historias de gente que está en los márgenes», haciendo un llamado a luchar contra «cierta tendencia a la pornomiseria en el cine». Según él, el público se ha «acostumbrado a un cine que se solaza con el castigo a los personajes marginales, un cine donde estos no tienen ninguna posibilidad de redención, ni siquiera posibilidades de amor. Lo que tienen es un final violento ante una vida violenta».